# Trat
Trat – miasto w południowo-wschodniej Tajlandii, nad Zatoką Tajlandzką, w pobliżu granicy z Kambodżą, ośrodek administracyjny prowincji Trat. Około 21,8 tys. mieszkańców.